# 이슬라마바드 수도권
이슬라마바드 수도권(우르두어: وفاقی دارالحکومت, Islamabad Capital Territory)은 파키스탄의 수도인 이슬라마바드 주변의 특별행정권역이다. 펀자브 주와 카이베르파크툰크와 주 사이에 위치한다. 면적은 1,165.5km2이며 인구는 955,629명이다.